# Владичаска (Илфов)
Владичаска (рум. Vlădiceasca) насеље је у Румунији у округу Илфов у општини Снагов. Oпштина се налази на надморској висини од 97 m.

## Становништво
Према подацима из 2002. године у насељу је живело 135 становника, од којих су сви румунске националности.